# (24149) Raghavan
Pour les articles homonymes, voir Raghavan.
(24149) Raghavan est un astéroïde de la ceinture principale d'astéroïdes.

## Description
(24149) Raghavan est un astéroïde de la ceinture principale d'astéroïdes. Il fut découvert le 15 novembre 1999 à Socorro (Nouveau-Mexique) par le projet LINEAR. Il présente une orbite caractérisée par un demi-grand axe de 2,59 UA, une excentricité de 0,13 et une inclinaison de 4,6° par rapport à l'écliptique.

## Compléments